# The Times of Israel

Logo der Zeitung

The Times of Israel ist eine israelische Internet-Zeitung, die seit 2012 in hebräischer (unter dem Namen Zman Yisrael), englischer, arabischer, französischer und persischer Sprache erscheint.
Gründer ist der israelische Journalist David Horovitz, ehemaliger Herausgeber der Jerusalem Post (2004–2011) und von The Jerusalem Report (1998–2004); Miteigentümer und Finanzier ist der US-Unternehmer Seth Klarman. Die Redaktion sitzt in Jerusalem.
Ziel der Internet-Zeitung sei es laut Horovitz, ein breites Bild einer sich schnell wandelnden regionalen Umgebung zu vermitteln und eine unabhängige Berichterstattung auf höchstem Niveau zu bieten. Eine Besonderheit sei ein Pressespiegel der hebräisch- und arabischsprachigen Presse in Israel und im Nahen Osten. Horovitz sagte:
»Ich habe die Website gegründet, weil ich dachte, dass es Raum für eine Website gibt, die über die Geschehnisse in der jüdischen Welt berichtet und keine politische Ausrichtung hat. Das Ziel ist es, die gemeinsamen Interessen von Juden in Israel und im Ausland hervorzuheben. Das war offenbar gefragt, denn die Seite ist erfolgreich – von Woche zu Woche verzeichnen wir einen Anstieg der Besucherzahlen, obwohl wir sie ohne Werbebudget gestartet haben.«
Die Times of Israel gibt sich unpolitisch, im Gegensatz zur linksliberalen Haaretz und zu den rechtsgerichteten Israel National News (Arutz Sheva). Kurz nach der Gründung hatte die Times of Israel eine Zeitlang mehr Leser als Ynet und Arutz Sheva, doch nach einiger Zeit fielen die Leserzahlen wieder hinter jene beiden Webseiten zurück.
Am 1. August 2014 veröffentlichte die Times of Israel auf ihrer Webseite einen Artikel unter dem Titel „When Genocide is Permissible“ (»Wenn Völkermord zulässig ist«). Der Autor Yochanan Gordon schrieb darin über die Palästinenser im Gazastreifen:
»Nichts kann also als unverhältnismäßig angesehen werden, wenn wir für unser eigenes Recht zu leben kämpfen. ... Gibt es denn eine andere Möglichkeit, mit einem solchen Feind umzugehen, als ihn vollständig auszulöschen? ... Wenn die politische Führung und Militärexperten zu dem Schluss kommen, dass der einzige Weg, das Ziel der Aufrechterhaltung der Ruhe zu erreichen, ein Völkermord ist, ist es dann zulässig, diese vernünftigen Ziele zu erreichen?«
Der Artikel wurde kurz nach der Veröffentlichung wieder von der Webseite entfernt.
Im Jahr 2017 kam die Times of Israel nach eigenen Angaben auf 3,5 Millionen Leser im Monat.